# Sondermunitionslager Havelterberg
Das Sondermunitionslager Havelterberg befand sich in einem Waldstück zwischen Havelterberg und Darp, Niederlande. In Betrieb war das Lager von 1961 bis 1992. Gelagert wurden Nuklearsprengköpfe für MGR-1 Honest John und später MGM-52 Lance. Bewacht wurde das Lager von der 8th USAFAD der 552nd U.S. Army Artillery Group zusammen mit der 129e Afvda. Zu den verbliebenen Bauwerken zählt ein Wachturm.